# مارکوس سروریو
مارکوس سروریو (انگلیسی: Marcos Celorrio؛ زادهٔ ۱۹ فوریهٔ ۱۹۹۷) بازیکن فوتبال است.